# أندرو لورين
أندرو لورين (بالإنجليزية: Andrew Lorraine)‏ هو لاعب كرة قاعدة أمريكي، ولد في 11 أغسطس 1972 في لوس أنجلوس في الولايات المتحدة.

## وصلات خارجية
- أندرو لورين على موقعبيزبول رفرنس.كوم (الدوري الرئيسي) (الإنجليزية)
- أندرو لورين على موقعبيزبول رفرنس.كوم (الدوري الثانوي) (الإنجليزية)
- أندرو لورين على موقع مشجعي الرسوم البيانية (الإنجليزية)